# Riley Peak
Riley Peak är en bergstopp i Antarktis. Den ligger i Västantarktis. Argentina, Chile och Storbritannien gör anspråk på området. Toppen på Riley Peak är 1 412 meter över havet.
Terrängen runt Riley Peak är huvudsakligen lite kuperad. Trakten är obefolkad. Det finns inga samhällen i närheten.